# Alytus Arena
Alytus Arena es un pabellón cubierto para la práctica de deportes y entretenimiento ubicado en la ciudad de Alytus, Lituania. El pabellón es local para el equipo de baloncesto de segunda división, BC Alytus. Su capacidad es de hasta 7000 personas. En él se disputaron los partidos del Grupo C del  EuroBasket 2011.
- Datos: Q450541
- Multimedia: Alytus Arena / Q450541